# Collins (Iowa)
Collins – miasto w Stanach Zjednoczonych, w stanie Iowa, w hrabstwie Story.

## Demografia
Zgodnie ze spisem statystycznym z 2000, miasto liczyło 499 mieszkańców. W 2023 liczba mieszkańców nieznacznie spadła do 496 osób, a gęstość zaludnienia poniżej 382 osób/km².